# موشيه زيمارمان
موشيه زيمارمان (بالعبرية: משה צימרמן‏) هو كاتب ومؤرخ إسرائيلي، ولد في 25 ديسمبر 1943 في القدس في إسرائيل.

## وصلات خارجية
- موشيه زيمارمان على موقع IMDb (الإنجليزية)
- موشيه زيمارمان على موقع قاعدة بيانات الفيلم (الإنجليزية)